# Drymonia wageneri
Drymonia wageneri är en fjärilsart som beskrevs av De Freina 1981. Drymonia wageneri ingår i släktet Drymonia och familjen tandspinnare. Inga underarter finns listade i Catalogue of Life.